# Lijst van bisschoppen van Hasselt
Onderstaand volgt een lijst van bisschoppen van het bisdom Hasselt, een Belgisch rooms-katholiek bisdom.
| Bisschop van Hasselt | Bisschop van Hasselt  | Bisschop van Hasselt |
| -------------------- | --------------------- | -------------------- |
| 1967 - 1989          | Jozef Maria Heusschen |                      |
| 1989 - 2004          | Paul Schruers         |                      |
| 2004 - heden         | Patrick Hoogmartens   |                      |